# Akıncılar/Louroujina
Akıncılar (griechisch Λουρουτζίνα Louroujina) ist ein Dorf im Norden der Mittelmeerinsel Zypern im Distrikt Lefkoşa der Türkischen Republik Nordzypern. Formell gehört der Ort zum Bezirk Nikosia der Republik Zypern.

## Geographie
Der Ort ist von drei Seiten durch die Pufferzone der Vereinten Nationen umschlossen. Er ist nur über eine Straße nördlich des Dorfes, die durch einen militärischen Bereich der türkischen Streitkräfte verläuft, mit dem Rest der Türkischen Republik Nordzypern erschlossen.

## Geschichte
Vor 1960 lebten in Akıncılar Zyperntürken und Zyperngriechen miteinander zusammen. Türken stellten im Ort die Mehrheit, Griechen waren in der Minderheit. Akıncılar war bis 1974 einer der größten türkischen Orte auf Zypern. Nach dem Einmarsch türkischer Truppen wurde der Ort durch türkische Streitkräfte eingenommen. 1975 wurde der Ort Teil des Türkischen Föderativstaats von Zypern und ist seit 1983 Teil der Türkischen Republik Nordzypern.

## Sport
Der zyperntürkische Verein Akıncılar Gençlik Spor Kulübü wurde 1942 gegründet. Ab 2016 spielt der Verein in der K-PET İkinci Lig der Kıbrıs Türk Futbol Federasyonu.